# Соломеин, Юрий Петрович
Юрий Петрович Соломеин (17 апреля 1946 — 4 июля 2012) — советский и российский театральный актёр, заслуженный артист России, актёр Новосибирского молодёжного театра «Глобус».

## Биография
После окончания ГИТИСа в 1969 г. — в Новосибирском ТЮЗе (с 1993 года — Новосибирский молодёжный театр «Глобус»). Сыграл в более чем более 100 спектаклей. Среди ролей: Мистер Моркоу и Кум Тыква в «Приключениях Чипполлино», Принц Альдебаран в спектакле «Волшебные кольца», Сказочник в «Снежной королеве», Добрый Джинн в спектакле «Мяч, в котором сидели два джинна», Король в «Коте в сапогах», Царь в «Коньке-горбунке».
В 1997 г. исполнил роль роль Крутицкого в спектакле «Наш человек» по пьесе А. Островского «На всякого мудреца довольно простоты» в постановке Валерия Фокина, затем — Аргант в комедии «Плутни Скапена» (1998 г., реж. В. Ветрогонов), Михайло Глов в «Игроках» (2001 г., реж. А. Галибин), Крис в «Анне Кристи» (реж. В. Берзин), Фирс — «Вишневый сад» (реж. И. Лысов), Барсуков (реж. А. Крикливый) в спектакле «Ю».
Заслуженный артист России (1993).